# Fuerzas Armadas de Guinea-Bisáu

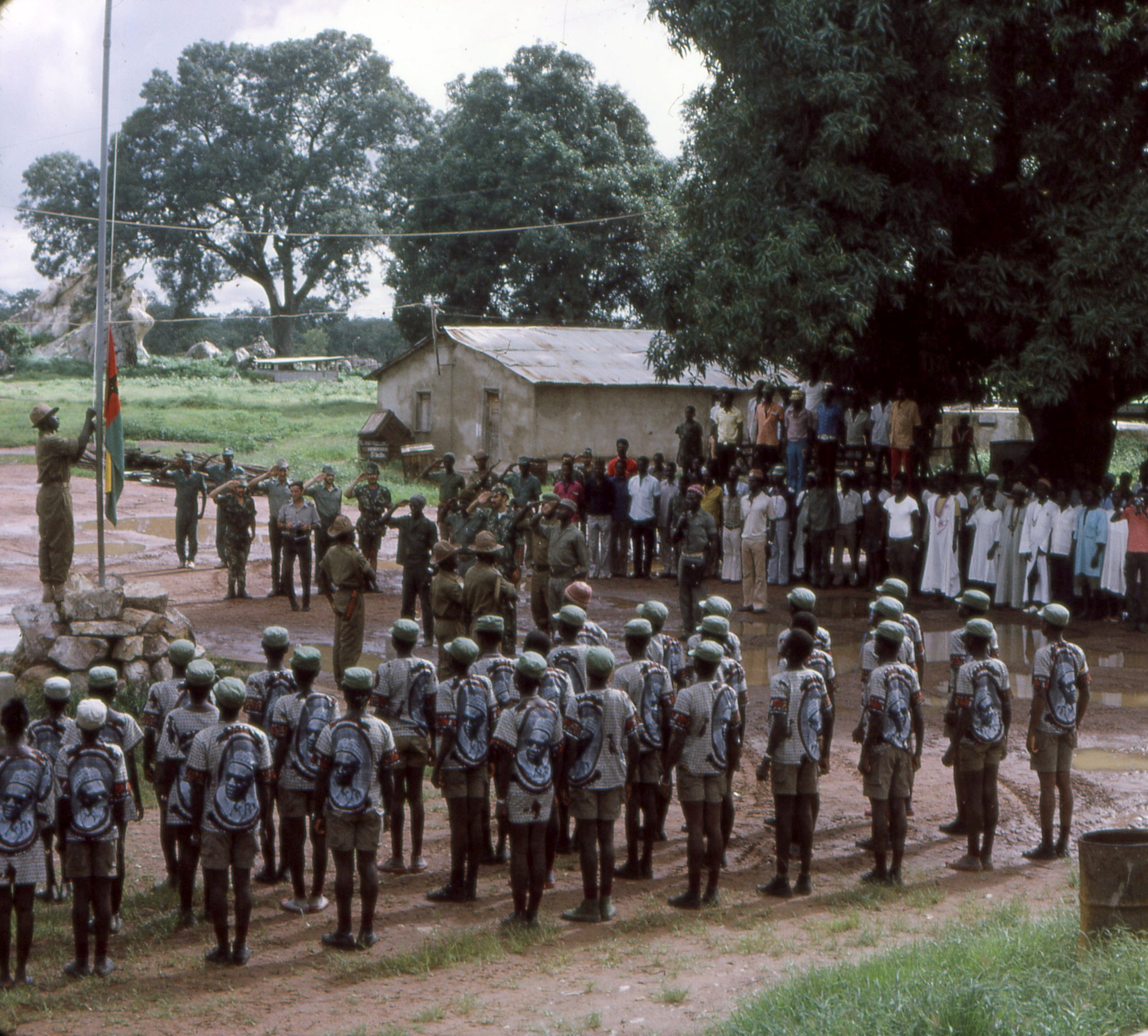
Soldados del Partido Africano para la Independencia de Guinea y Cabo Verde izan la Bandera de Guinea-Bisáu en 1974.

Logotipo de la misión de la Unión Europea en Guinea-Bisáu.

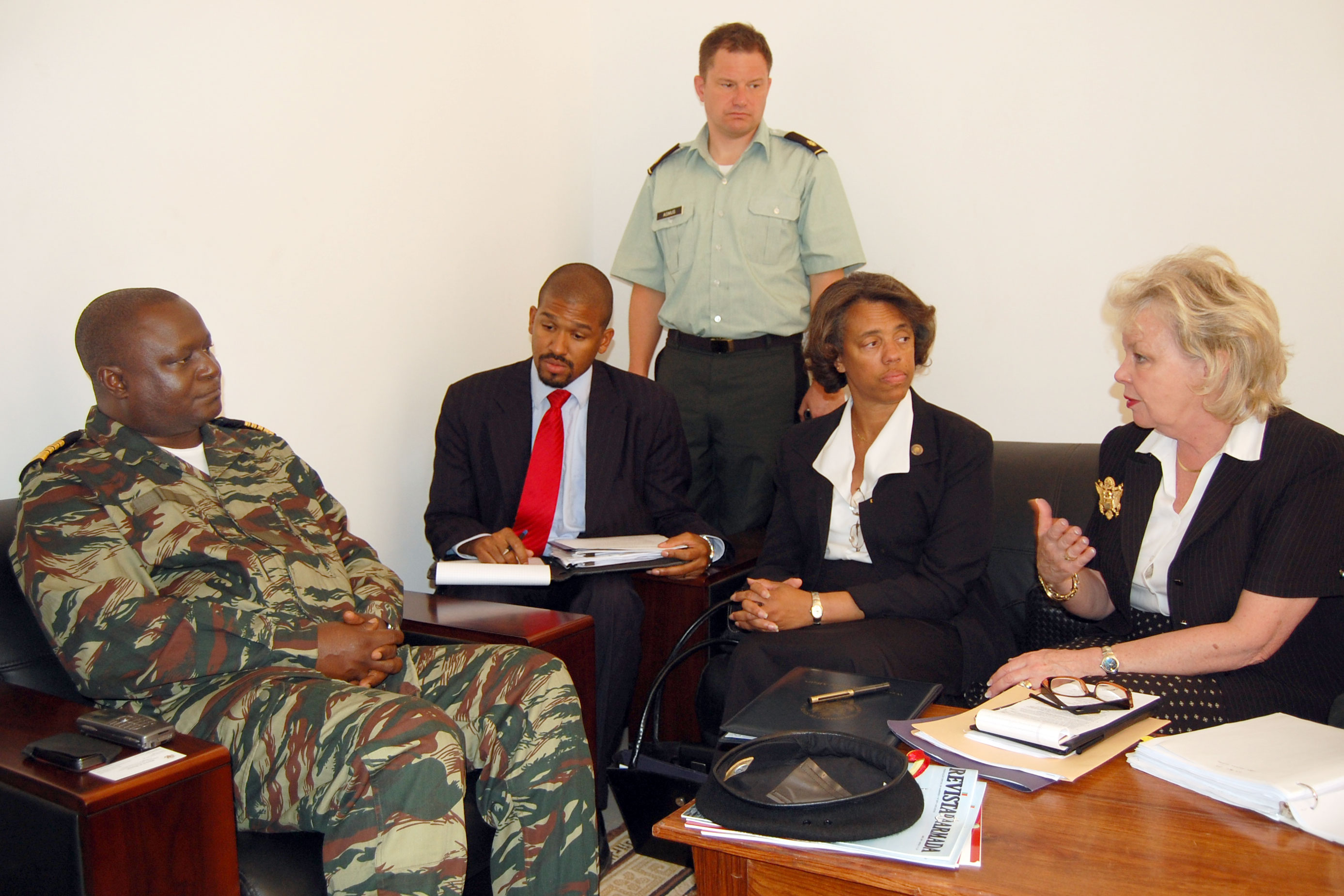
El capitán José Zamora Induta conversando con una delegación procedente de los Estados Unidos.

Las Fuerzas Armadas de Guinea-Bisáu consisten en el Ejército, la Armada, la Fuerza Aérea y las fuerzas paramilitares. Un censo del Programa de la Organización de las Naciones Unidas para el Desarrollo de 2008, estimó que había alrededor de 4000 miembros de las Fuerzas Armadas. Un informe de la Agencia Central de Inteligencia (CIA) los cifraba en 9250 efectivos. The World Factbook estima el gasto militar en 9,46 millones de dólares estadounidenses, y el gasto militar como un porcentaje del Producto interno bruto (PIB) del 3,1%. The World Fact Book también informa que la edad para la realización del servicio militar obligatorio, iba desde los 18 hasta los 25 años para el servicio militar obligatorio, y a partir de los 16 años de edad, contando con el correspondiente consentimiento paterno, para la prestación del servicio militar voluntario, en el año 2009.

## Historia

### Revuelta militar de 2010 en Guinea-Bissau
El mayor General Batista Tagme Na Waie fue el jefe de Estado Mayor de las Fuerzas Armadas de Guinea-Bisáu hasta su asesinato en 2009.
El malestar militar se convirtió en revuelta en Guinea-Bisáu el 1 de abril de 2010. El primer ministro Carlos Gomes Júnior fue puesto bajo arresto domiciliario por soldados, que también detuvieron al jefe del Estado Mayor José Zamora Induta. Los partidarios de Gomes y su partido, el Partido Africano para la Independencia de Guinea y Cabo Verde, reaccionaron a la jugada con una manifestación en la capital, Bisáu ; Antonio Indjai, el jefe de personal, advirtió a continuación que iba a matar a Gomes si las protestas continuaban.
La UE puso fin a su misión de reformar las fuerzas de seguridad del país, la misión de la Unión Europea en Guinea-Bisáu, el 4 de agosto de 2010, un riesgo que podía alentar aún más a los poderosos generales y traficantes de droga en el ejército y en otros lugares. El portavoz de la misión de la UE en Guinea Bisáu dijo que la UE debía suspender su programa cuando el autor intelectual del motín, el general Antonio Indjai, se convirtió en jefe del Estado Mayor conjunto. "La misión de la UE piensa que esto es una violación del orden constitucional. No podemos trabajar con él".

### El comercio internacional de drogas
La multitud de pequeñas islas del litoral y un ejército de narcos capaz de eludir impunemente al gobierno ha hecho que sea un punto de transbordo preferido de drogas hacia Europa. Los aviones cargan la mercancía en o cerca de las islas, y recogen el cargamento con lanchas rápidas para ir directamente a Europa occidental.  El jefe de la ONU Ban Ki-moon ha pedido sanciones contra los implicados en el tráfico de drogas de Guinea-Bisáu. El jefe de la Fuerza Aérea Ibraima Papa Cámara y el exjefe de la armada, José Américo Bubo Na Tchuto son considerados "capos de la droga".

### Asistencia angoleña
Angola, en su ejercicio de la presidencia de la Comunidad de Países de Lengua Portuguesa (CPLP) desde el año 2010, desde 2011 participó en una misión militar en Guinea-Bisáu, para ayudar en la reforma de la defensa nacional y las fuerzas de seguridad. La misión tenía una fuerza de 249 hombres de Angola (todos soldados y agentes de policía) a raíz de un acuerdo firmado entre los ministros de Defensa de ambos países, como complemento de un acuerdo ratificado por los gobiernos y parlamentos.
La misión de asistencia de Angola incluye un programa de cooperación técnica y militar centrado en una reforma de las fuerzas armadas y de la policía de Guinea, incluyendo la reparación de cuarteles y comisarías, la organización de los servicios administrativos y el entrenamiento técnico y militar a nivel local en instituciones de Angola. La misión fue bloqueada por el Gobierno de Angola, tras una crisis político-militar que llevó a la destitución del presidente interino de Guinea-Bisáu, Raimundo Pereira, y del primer ministro, Gomes Júnior. El 22 de junio de 2012 el barco angoleño Río M'bridge salió de Luanda llevando al equipo de la misión.

### Intento de golpe de Estado
En septiembre de 2010 el contraalmirante Jose Americo Bubo Na Tchuto intentó un golpe militar, pero fue detenido sin poder obtener suficiente apoyo. El jefe de la armada de Guinea Bisáu, fue detenido y acusado de intentar un golpe de Estado, se escapó de la custodia policial y huyó a la vecina Gambia, dijeron las fuerzas armadas guineanas.

## Fuerza aérea
Cuando salió de Guinea-Bisáu en 1973-1974, la Fuerza Aérea Portuguesa abandonó tres aeronaves North American T-6 Texan. Después de conseguir la independencia de Portugal, la fuerza aérea estaba formada por oficiales que se habían formado en Cuba y en la antigua Unión Soviética. Las fuerzas aéreas fueron equipadas por la Unión Soviética con un paquete de ayuda limitada en la que se introdujeron los primeros aviones de combate. Cinco MiG-17 y dos MiG-15 entraron en servicio con un solo helicóptero Mil Mi-8. En 1978, Francia proporcionó más ayuda en forma de aviones Cessna 336 / 337 Skymaster para la patrulla costera y un helicóptero Sud-Aviation SA316 Alouette III. Un Dassault Falcon 20 fue entregado por el gobierno de Angola. A finales de 1980 un número similar de Mikoyan-Gurevich MiG-21 sustituyeron a los MiG-17, también adquirieron un Antonov An-24, un Yakovlev Yak-40 y un helicóptero Mil Mi-8. En la década de los 90 recibieron aviones de ataque a tierra PZL-Mielec Lim-6 de Polonia Popular y Alemania Oriental. El nombre de la Fuerza Aérea Guineana, fue cambiado a Fuerza Aérea da Guiné-Bissau, tras el estallido de la guerra civil guineana en 1998. Los autores Cooper y Weinert afirman que cuando la fuerza aérea guineana fue observada por última vez en 1991, la mayor parte de la flota y los cazas MiG estaban en almacenamiento en el interior de unos hangares, en una base aérea militar, en el Aeropuerto Internacional Osvaldo Vieira, las aeronaves se encontraban en un avanzado estado de deterioro. A partir de 2015, Guinea Bisáu no tenía ninguna aeronave en condiciones de vuelo, siendo el último aparato conocido un helicóptero Aérospatiale Alouette II que dejó de funcionar en 2011. La fuerza aérea guineana sólo tenía un avión Cessna 208 Caravan operativo en 2023. El inventario anterior incluía los cazas MiG-15, MiG-17, MiG-21, los helicópteros Aérospatiale Alouette II, Aérospatiale Alouette III, los aviones Dassault Falcon 20, Dornier Do 27, North American T-6 Texan, Cessna Skymaster, Douglas C-47 Skytrain, Antonov An-24 y el helicóptero Mil Mi-8.

### Aeronaves
| Nombre                         | Fotografía    | Origen         | Tipo                                                 | Fabricante               |
| Avión de caza                  | Avión de caza | Avión de caza  | Avión de caza                                        | Avión de caza            |
| ------------------------------ | ------------- | -------------- | ---------------------------------------------------- | ------------------------ |
| MiG-21                         |               | Rusia          | Avión de caza                                        | Mikoyán                  |
| Avión de ataque a tierra       |               |                |                                                      |                          |
| PZL-Mielec Lim-6               |               | Polonia        | Avión de ataque a tierra                             | PZL Mielec               |
| Aviones de entrenamiento       |               |                |                                                      |                          |
| MiG-17                         |               | Rusia          | Avión de entrenamiento a reacción                    | Mikoyán                  |
| MiG-15                         |               | Rusia          | Avión de entrenamiento a reacción                    | Mikoyán                  |
| North American T-6 Texan       |               | Estados Unidos | Avión contrainsurgenciaAvión de entrenamiento básico | North American Aviation  |
| Aviones de reconocimiento      |               |                |                                                      |                          |
| Cessna 336 / 337 Skymaster     |               | Estados Unidos | Avión de reconocimiento                              | Cessna                   |
| Dornier Do 27                  |               | Alemania       | Avión de reconocimiento                              | Dornier Flugzeugwerke    |
| Avión de negocios              |               |                |                                                      |                          |
| Dassault Falcon 20             |               | Francia        | Avión de negocios                                    | Dassault Aviation        |
| Avión comercial                |               |                |                                                      |                          |
| Yakovlev Yak-40                |               | Rusia          | Avión comercial                                      | Yakovlev                 |
| Aeronave de transporte militar |               |                |                                                      |                          |
| Douglas C-47 Skytrain          |               | Estados Unidos | Aeronave de transporte militar                       | Douglas Aircraft Company |
| Avión de carga                 |               |                |                                                      |                          |
| Antonov An-24                  |               | Ucrania        | Avión de carga                                       | Antónov                  |
| Avión utilitario               |               |                |                                                      |                          |
| Cessna 208 Caravan             |               | Estados Unidos | Avión contrainsurgenciaAvión utilitario              | Cessna                   |
| Helicópteros militares         |               |                |                                                      |                          |
| Aérospatiale Alouette II       |               | Francia        | Helicóptero utilitario                               | Aérospatiale             |
| Aérospatiale Alouette III      |               | Francia        | Helicóptero utilitario                               | Aérospatiale             |
| Mil Mi-8                       |               | Rusia          | Helicóptero de transporte militarHelicóptero armado  | Mil                      |

## Equipamiento del Ejército de tierra

### Lanzacohetes
| Nombre       | Fotografía   | Origen         | Tipo         | Calibre      | Fabricante             |
| Lanzacohetes | Lanzacohetes | Lanzacohetes   | Lanzacohetes | Lanzacohetes | Lanzacohetes           |
| ------------ | ------------ | -------------- | ------------ | ------------ | ---------------------- |
| RPG-7        |              | Rusia          | Lanzacohetes | 40 mm        | Bazalt                 |
| Bazuca M20   |              | Estados Unidos | Lanzacohetes | 90 mm        | Arsenal de Rock Island |

### Misil antitanque
| Nombre           | Fotografía       | Origen           | Tipo             | Sistema de guiado      | Fabricante       |
| Misil antitanque | Misil antitanque | Misil antitanque | Misil antitanque | Misil antitanque       | Misil antitanque |
| ---------------- | ---------------- | ---------------- | ---------------- | ---------------------- | ---------------- |
| 9K11 Malyutka    |                  | Rusia            | Misil antitanque | Misil guiado por cable | KBM              |

### Armas de fuego
| Nombre                   | Fotografía               | Origen                   | Tipo                               | Munición                 | Fabricante                                                |
| Pistolas semiautomáticas | Pistolas semiautomáticas | Pistolas semiautomáticas | Pistolas semiautomáticas           | Pistolas semiautomáticas | Pistolas semiautomáticas                                  |
| ------------------------ | ------------------------ | ------------------------ | ---------------------------------- | ------------------------ | --------------------------------------------------------- |
| Tokarev TT-33            |                          | Rusia                    | Pistola semiautomática             | 7,62 × 25 mm Tokarev     | Planta de armas de Tula                                   |
| Subfusiles               |                          |                          |                                    |                          |                                                           |
| PPS-43                   |                          | Rusia                    | Subfusil                           | 7,62 × 25 mm Tokarev     | Planta de instrumentos de Sestroretsk                     |
| Sa vz. 23                |                          | República Checa          | Subfusil                           | 9 × 19 mm Parabellum     | Česká Zbrojovka Uherský Brod                              |
| MP40                     |                          | Alemania                 | Subfusil                           | 9 × 19 mm Parabellum     | Erfurter Maschinenfabrik                                  |
| MAT-49                   |                          | Francia                  | Subfusil                           | 9 × 19 mm Parabellum     | Manufacture Nationale d'Armes de Tulle                    |
| Fusiles                  |                          |                          |                                    |                          |                                                           |
| MAS-36                   |                          | Francia                  | Fusil de cerrojo                   | 7,5 × 54 mm Francés      | Manufacture d'Armes de Saint-Etienne                      |
| Vz. 52                   |                          | República Checa          | Fusil semiautomático               | 7,62 × 39 mm             | Česká Zbrojovka Uherský Brod                              |
| SKS                      |                          | Rusia                    | CarabinaFusil semiautomático       | 7,62 × 39 mm             | Planta de armas de Tula                                   |
| AK-47                    |                          | Rusia                    | Fusil de asalto                    | 7,62 × 39 mm             | Corporación Kalashnikov                                   |
| AKM                      |                          | Rusia                    | Fusil de asalto                    | 7,62 × 39 mm             | Corporación Kalashnikov                                   |
| FN FAL                   |                          | Bélgica                  | Fusil de combate                   | 7,62 × 51 mm OTAN        | FN Herstal                                                |
| Ametralladoras           |                          |                          |                                    |                          |                                                           |
| RPD                      |                          | Rusia                    | Ametralladora ligera               | 7,62 × 39 mm             | Planta Degtiariov                                         |
| RPK                      |                          | Rusia                    | Ametralladora ligera               | 7,62 × 39 mm             | Planta de construcción de maquinaria de Vyatskiye Polyany |
| Ametralladora PK         |                          | Rusia                    | Ametralladora de propósito general | 7,62 × 54 mm R           | Planta Degtiariov                                         |
| DShK                     |                          | Rusia                    | Ametralladora pesada               | 12,7 × 108 mm            | Planta de armas de Tula                                   |
| Ametralladora pesada KPV |                          | Rusia                    | Ametralladora pesada               | 14,5 × 114 mm            | Planta Degtiariov                                         |

### Artillería
| Nombre                       | Fotografía            | Origen                | Tipo                  | Calibre               | Fabricante                                                     |
| Artillería de cohetes        | Artillería de cohetes | Artillería de cohetes | Artillería de cohetes | Artillería de cohetes | Artillería de cohetes                                          |
| ---------------------------- | --------------------- | --------------------- | --------------------- | --------------------- | -------------------------------------------------------------- |
| BM-21                        |                       | Rusia                 | Lanzacohetes múltiple | 122 mm                | NPO Splav                                                      |
| Artillería remolcada         |                       |                       |                       |                       |                                                                |
| D-30                         |                       | Rusia                 | Obús remolcado        | 122 mm                | Motovilikha Plants                                             |
| 122 mm howitzer M1938 (M-30) |                       | Rusia                 | Obús remolcado        | 122 mm                | Planta de construcción de maquinaria de Nizni NóvgorodUralmash |
| 85 mm divisional gun D-44    |                       | Rusia                 | Cañón de campaña      | 85 mm                 | Uralmash                                                       |
| Cañones sin retroceso        |                       |                       |                       |                       |                                                                |
| Cañón sin retroceso B-10     |                       | Rusia                 | Cañón sin retroceso   | 82 mm                 | KBM                                                            |
| Cañón sin retroceso Tipo 52  |                       | China                 | Cañón sin retroceso   | 75 mm                 | Norinco                                                        |
| Morteros                     |                       |                       |                       |                       |                                                                |
| 120-PM-43 mortar             |                       | Rusia                 | Mortero               | 120 mm                | Fábrica de Krasnoye Sormovo                                    |
| 82-PM-41 mortar              |                       | Rusia                 | Mortero               | 82 mm                 | Fábrica de Krasnoye Sormovo                                    |

### Artillería antiaérea
| Nombre                              | Fotografía           | Origen               | Tipo                                | Calibre              | Fabricante                 |
| Artillería antiaérea                | Artillería antiaérea | Artillería antiaérea | Artillería antiaérea                | Artillería antiaérea | Artillería antiaérea       |
| ----------------------------------- | -------------------- | -------------------- | ----------------------------------- | -------------------- | -------------------------- |
| AZP S-60                            |                      | Rusia                | Artillería antiaérea                | 57 mm                | Krasmash                   |
| M1939 (61-K)                        |                      | Rusia                | Artillería antiaérea                | 37 mm                | Planta mecánica de Podolsk |
| ZSU-23-2                            |                      | Rusia                | Artillería antiaérea                | 23 mm                | KBP                        |
| Artillería antiaérea autopropulsada |                      |                      |                                     |                      |                            |
| ZSU-23-4                            |                      | Rusia                | Artillería antiaérea autopropulsada | 23 mm                | Tulamashzavod              |

### MANPADS
| Nombre        | Fotografía | Origen  | Tipo                                  | Sistema de guiado        | Fabricante |
| MANPADS       | MANPADS    | MANPADS | MANPADS                               | MANPADS                  | MANPADS    |
| ------------- | ---------- | ------- | ------------------------------------- | ------------------------ | ---------- |
| 9K32 Strela-2 |            | Rusia   | Sistema de defensa antiaérea portátil | Búsqueda por infrarrojos | KBM        |

### Vehículos blindados de combate
| Nombre                               | Fotografía        | Origen            | Tipo                                                                          | Fabricante                               |
| Carros de combate                    | Carros de combate | Carros de combate | Carros de combate                                                             | Carros de combate                        |
| ------------------------------------ | ----------------- | ----------------- | ----------------------------------------------------------------------------- | ---------------------------------------- |
| T-54/T-55                            |                   | Rusia             | Carro de combate principal                                                    | Uralvagonzavod                           |
| T-34                                 |                   | Rusia             | Carro de combateTanque medio                                                  | Fábrica de Krasnoye Sormovo              |
| PT-76                                |                   | Rusia             | Tanque ligeroVehículo anfibio                                                 | Planta de Tractores de Volgogrado        |
| Vehículos de reconocimiento blindado |                   |                   |                                                                               |                                          |
| BRDM-2                               |                   | Rusia             | Automóvil blindado militarVehículo anfibioVehículo de reconocimiento blindado | GAZ                                      |
| Transportes blindados de personal    |                   |                   |                                                                               |                                          |
| BTR-40                               |                   | Rusia             | Transporte blindado de personal                                               | GAZ                                      |
| BTR-60                               |                   | Rusia             | Transporte blindado de personalVehículo anfibio                               | GAZ                                      |
| Tipo 56                              |                   | China             | Transporte blindado de personal                                               | Fábrica de vehículos blindados de Nankín |